# Jineteada gaucha

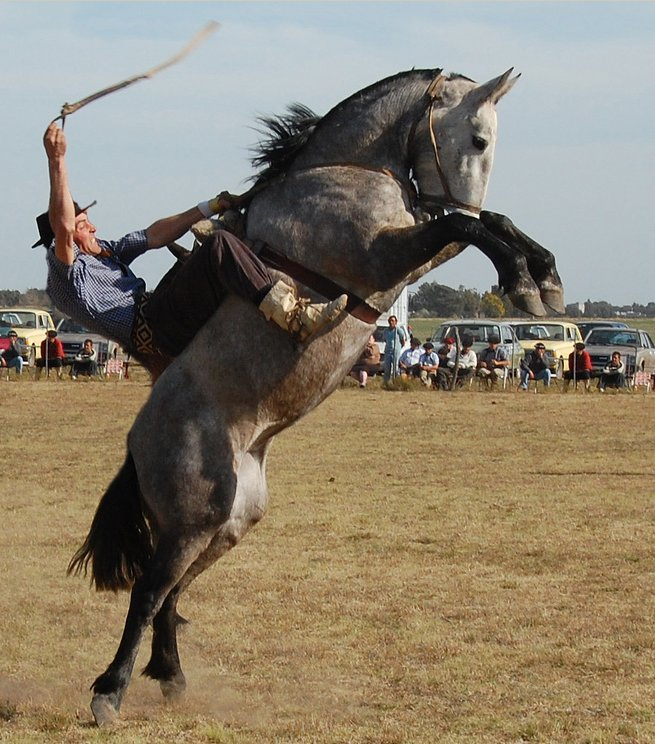
Jineteada gaucha, una actividad característica de la cultura gauchesca.

La jineteada gaucha es una actividad ecuestre característica y tradicional de la Argentina, Uruguay, el Sur de Brasil y el Sur Austral de Chile que integra la cultura folclórica con estirpe de gaucho de estos países, en particular la cultura gauchesca. Fue declarada como el «deporte nacional de Uruguay» en 2006. La actividad consiste en que el jinete  debe sostenerse por entre 6 y 15 segundos sobre un potro (bagual o pingo). Se realiza en varias categorías: crina limpia o potro pelado, gurupa surera o cuero, bastos, con encimera, sin boleadoras, silla, etc., o combinaciones (cuero tendido, recado completo, cuero volcado, cuero de cuatro, encimera pelada).
Existen dos estilos básicos de jineteada gaucha: la surera y la de los valles norteños. La primera suele realizarse montando sólo sobre un cuero y con el potro conducido por un freno en la boca, en tanto la segunda se utiliza el apero completo y el potro es conducido por una guatana o semiguatana, una pieza de cuero circular colocada en la boca del caballo.
La vestimenta del jinete se encuentra reglamentada para mantener las tradiciones gauchas. Existen normas estrictas para las espuelas, riendas y el rebenque o guacha.
Entre los torneos de jineteada gaucha se destacan el Festival Nacional e Internacional de la Doma y Folklore de Jesús María, que se realiza anualmente en enero en la Provincia de Córdoba y el Festival Nacional de Jineteada y Folclore de Diamante que también se realiza en enero en la ciudad de Diamante, Provincia de Entre Ríos.  También la denominada Semana Criolla de la Rural del Prado que se realiza todos los años coincidiendo con la fecha de Semana Santa en Montevideo, Uruguay y el Rodeo Criollo en la ciudad de Vacaria y en el estado de Río Grande del Sur, Brasil.

## Características

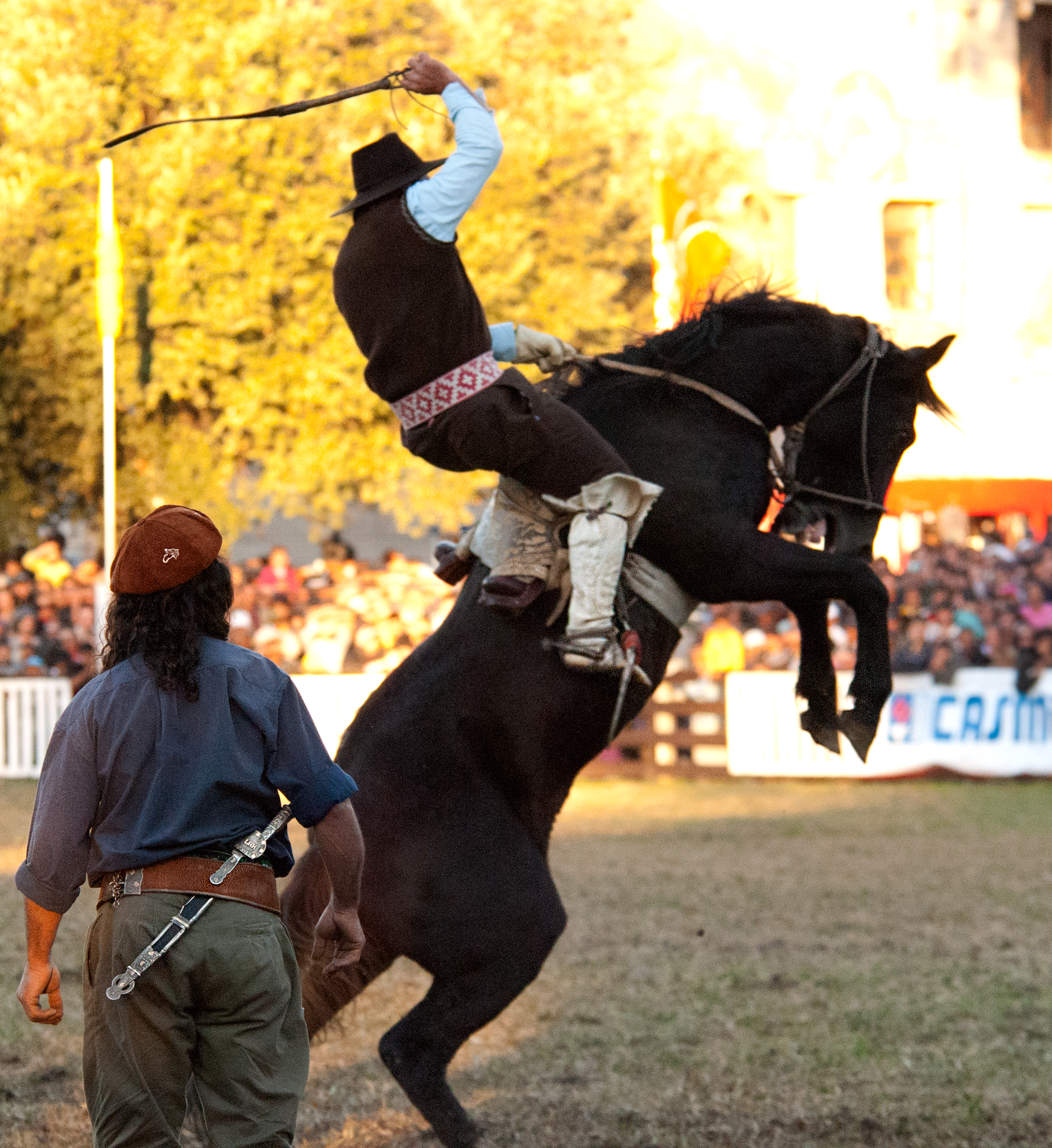
Jineteada.

Para comenzar la prueba, el potro se ata a un palo o palenque donde es montado por el jinete. Para ser soltado el caballo debe estar con las ancas dirigidas a los corrales, las cuatro patas apoyadas en el piso, sin amagos de corcovear y con el jinete en posición de listo.

Durante la prueba el jinete, debe mantenerse sobre el animal, sin charquear (tocar al potro con las manos), sin castigar al caballo en la cabeza y cumpliendo los requerimientos de cada categoría. Al cumplirse el tiempo señalado para la prueba, suena una campana; a partir de ese momento el jinete no debe cesar de jinetear. Los jueces califican cuatro aspectos: el jinete (el rubro de mayor puntaje), el potro, las espuelas y la elegancia.

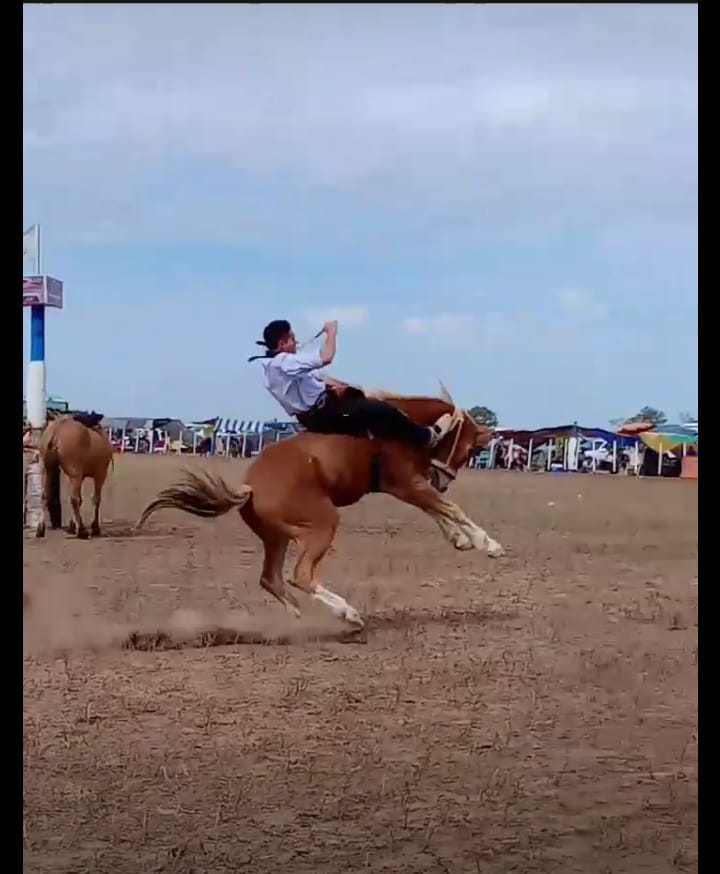
Grupa surera.

## Modalidades
Según la competencia, hay varias categorías. Las más importantes son las siguientes:
- Crina limpia: el jinete debe montar al animal sin montura ni elemento de ningún tipo, con excepción de una lonja de cuero que se coloca rodeando el pescuezo, de donde debe sostenerse. Durante toda la prueba debe utilizar las espuelas. El tiempo de monta es de 8 segundos.
- Cuero tendido: el jinete debe montar al animal con un cuero de oveja (llamado "cojinillo" o "pellón" en algunas partes) atado por un cinchón o cinto como montura y riendas, las que deben ser sostenidas por una mano, mientras que con la otra debe sujetar el rebenque. El tiempo de monta es de 9 segundos.
- Grupa Surera: el jinete debe montar al animal con una grupa, que es un cuero de oveja, el cual actúa como traba para que el jinete no pase para adelante. La grupa se encuentra atada por un cinchón o cinto como montura y las riendas deben ser sostenidas por una mano, mientras que con la otra debe sujetar el rebenque. El tiempo de monta es de 12 segundos.
- Basto con encimera: el jinete utiliza estribos y no deberá perderlos en ningún momento. El tiempo de monta es de 15 segundos.
- Basto Oriental o Basto Uruguayo: es lo mismo que el más antiguo basto con encimera (descrito más arriba) solo que en lugar de usarse un rebenque se utiliza un poncho para animar al animal.
- Recado Completo: el jinete utiliza el recado de trabajo con basto para jinetear. Es considerada la categoría más campera por llevarse a cabo cuando se amansa un yeguarizo en el campo. El tiempo de monta es de 12 segundos.